# Diócesis de Avellino
La diócesis de Avellino (en latín: Dioecesis Abellinensis y en italiano: Diocesi di Avellino) es una circunscripción eclesiástica de la Iglesia católica en Italia. Se trata de una diócesis latina, sufragánea de la arquidiócesis de Benevento. Desde el 6 de mayo de 2017 su obispo es Arturo Aiello. 

## Territorio y organización

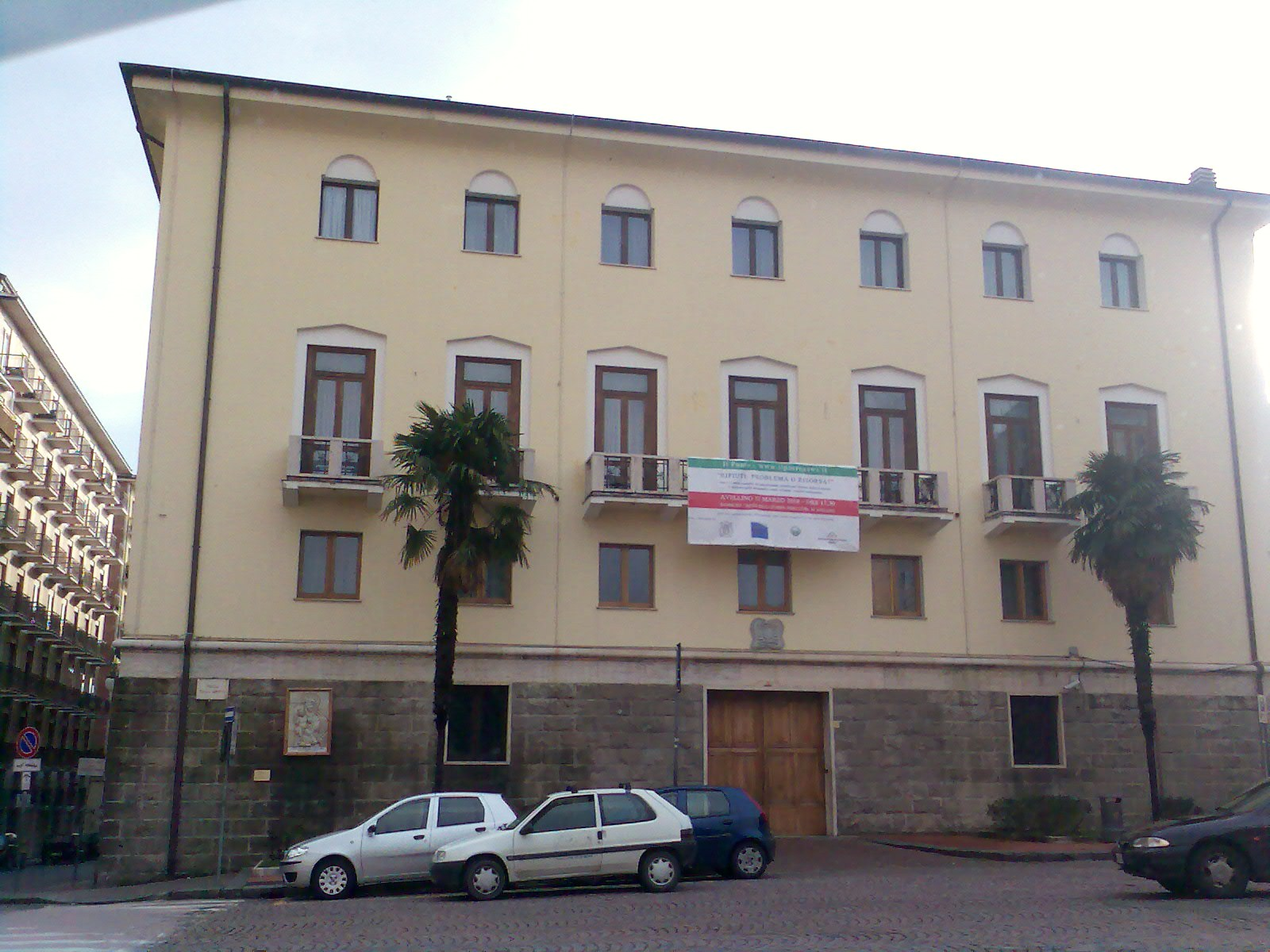
Palacio episcopal de Avellino

La diócesis tiene 441 km² y extiende su jurisdicción sobre los fieles católicos de rito latino residentes en 34 comunas de la provincia de Avellino en la región de Campania: Avellino, Mercogliano (excepto el territorio de pertenencia de la Abadía territorial de Montevergine), Pratola Serra, Summonte, San Potito Ultra, Serino, Grottolella, Aiello del Sabato, Forino, Prata di Principato Ultra, Sant'Angelo a Scala, Contrada, Atripalda, Montefredane, Taurasi, Manocalzati, San Mango sul Calore, Candida, Chiusano di San Domenico, Mirabella Eclano, Luogosano, San Michele di Serino, Sant'Angelo all'Esca, Capriglia Irpina, Paternopoli, Fontanarosa, Cesinali, Santo Stefano del Sole, Parolise, Santa Lucia di Serino, Ospedaletto d'Alpinolo, Sorbo Serpico, Monteforte Irpino y Salza Irpina. La sede episcopal es la ciudad de Avellino, donde se encuentra la catedral de la Asunción de María.

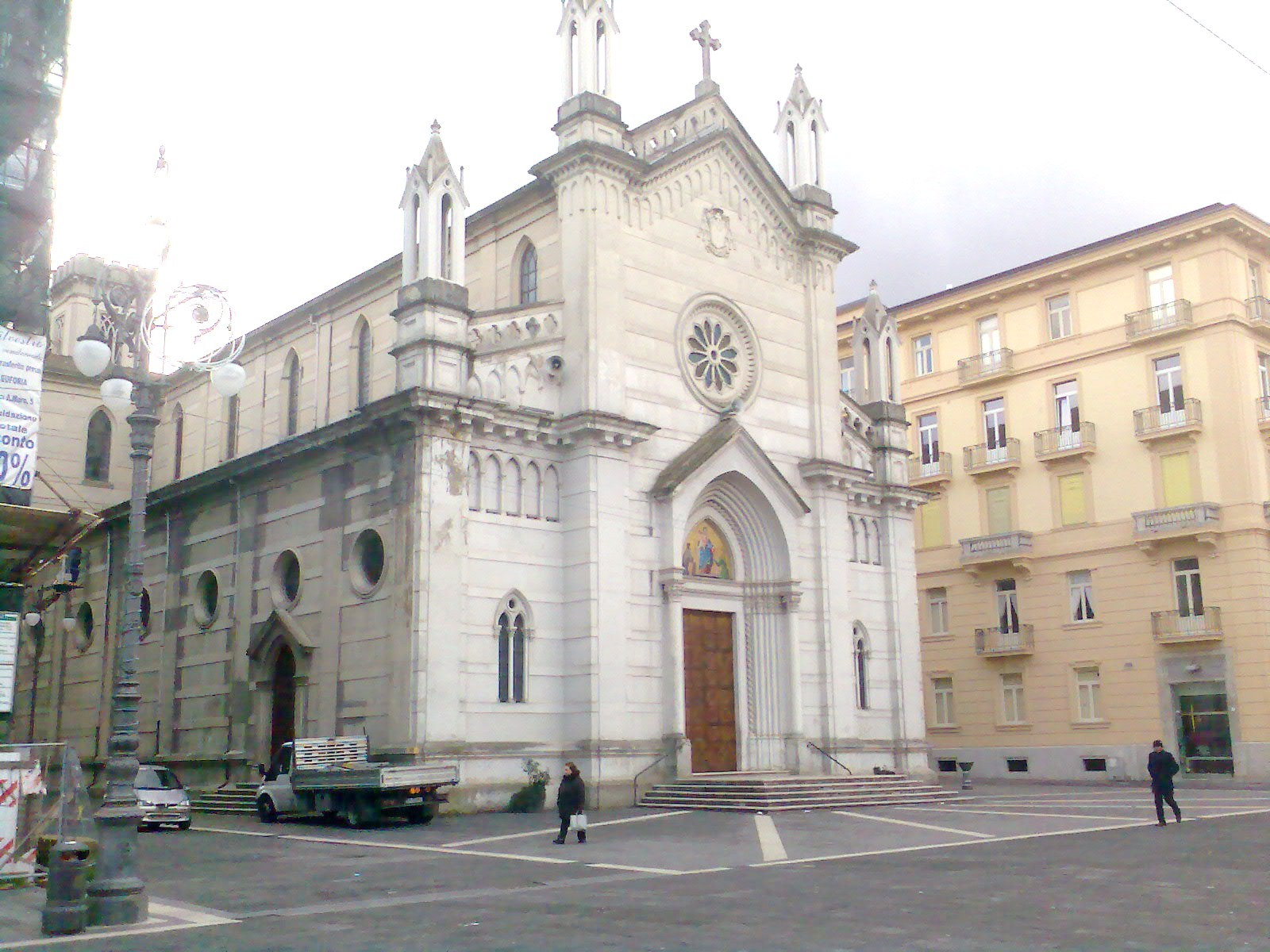
Iglesia del Santo Rosario, en Avellino

La sede de la diócesis se encuentra en la ciudad de Avellino, en donde se halla la Catedral de la Asunción de María y San Modestino.
En 2022 en la diócesis existían 66 parroquias agrupadas en 6 foranías: Mirabella Eclano, Atripalda, Grottolella, Avellino, Monteforte Irpino y Serino.

## Historia
La difusión del cristianismo en el territorio del municipium de Abellinum, que correspondía al actual barrio "Capo la Torre" de Atripalda, se vio favorecida por la presencia de varias vías consulares, verdadera "red" de difusión del evangelio. El descubrimiento de varios epígrafes cristianos y la presencia de necrópolis y catacumbas cristianas atestiguan "que había una Ecclesia bien organizada en Abellinum desde la época de Diocleciano, cuando fue duramente probada por las persecuciones". La vitalidad y el nacimiento de la Iglesia avellinense está atestiguada por los fieles martirizados probablemente durante la persecución de los cristianos bajo el gobierno de Diocleciano. Hacia finales del siglo V, el Abellinum cristiano sufrió un descenso de población a causa de la profunda crisis económica y el consiguiente fin de los comercios, y también por la peste y la guerra gótico-bizantina.
El origen de la diócesis es incierto, atestiguado históricamente por primera vez a finales del siglo V con el obispo Timoteo, que participó en el concilio romano convocado por el papa Símaco en 499; es probable que este obispo sea el mismo Timoteo, mencionado sin indicación de la sede a la que pertenece, a quien el papa Gelasio I (492-496) encomendó, junto con otros obispos, la tarea de instruir un proceso contra dos laicos de Benevento, que habían violado el derecho de asilo al detener a un clérigo en una iglesia. Todavía es probable que Timoteo sea identificado con el obispo del mismo nombre, mencionado sin indicar su sede, que participó en el concilio convocado por el papa Gelasio en 495.
Un epitafio monumental, que data del siglo VI, relata el nombre de Sabino, calificado como sacerdos y presul en su texto, y como sanctus episcopus en el epitafio del discípulo Romolo. La identificación de este Sabino con el obispo Sabino Campanus que acompañó al papa Juan I a Constantinopla en 525 para hacer que el emperador Justino I se retirara de las medidas persecutorias contra los arrianos es incierta; esta identificación, apoyada por algunos autores, es negada por otros que creen que se trata de Sabino de Canosa.
Después de estas referencias históricas, no se sabe nada más sobre la Iglesia de Avellino debido a la guerra entre godos y bizantinos que devastó la región. Posteriormente el territorio avellino, conquistado por los lombardos, fue anexado al Ducado de Benevento. Entre los siglos VII y VIII se construyó una nueva ciudad en la colina de "la Terra", un lugar más seguro y defendible. La ciudad lombarda quedó encerrada dentro de las murallas, casi un castillo, con un desarrollo urbano concéntrico en torno a la primera iglesia de Santa María. A principios de la Edad Media, el distrito de Avellino quedó bajo la jurisdicción de los obispos de Benevento.
La diócesis de Avellino fue reconstituida en el siglo X. Se menciona por primera vez en la bula que el papa Juan XIII escribió al metropolitano benventano Landulfo I en 969, con la que concedía al prelado la facultad de consagrar a sus obispos sufragáneos, incluido el de Avellino. Sin embargo, los nombres de los obispos no se conocen hasta mediados del siglo XI, siendo el obispo Truppualdo, mencionado en un acta notarial de 1053 conservada en los archivos de la abadía de Montevergine. Otros obispos conocidos del siglo XI son: Goffredo, que participó en el concilio de Letrán de 1059, pero cuya atribución a Avellino es controvertida; Pietro, conocido gracias a una escritura de 1068, en la que ya hacía algún tiempo que estaba muerto; y un obispo anónimo, que en 1071 participó en la consagración de la iglesia abacial de Montecasino.
En 1126 el obispo Giovanni I concedió a la abadía de Montevergine inmunidad de la jurisdicción de los obispos de Avellino, que fue confirmada por su sucesor, el obispo Roberto, y posteriormente sancionada por los pontífices.
Durante el siglo XII la catedral de estilo románico fue construida con materiales extraídos de los numerosos edificios romanos presentes en la zona de Avellino, inaugurada en 1167 por el obispo Guglielmo. En el contexto de la construcción del edificio se encontraron las reliquias de los santos Modestino, Florentino y Flaviano, quienes fueron proclamados patrones de la ciudad y de la diócesis de Avellino. La tradición, inaugurada por la vida escrita por el obispo Ruggero en el siglo XIII, convirtió a san Modestino en protoobispo de Avellino.
El 9 de mayo de 1466, mediante la bula Ex supernae maiestatis del papa Paulo II, el obispo de Frigento Giovanni Battista di Ventura fue nombrado también obispo de Avellino y las dos sedes se unieron aeque principaliter. Sin embargo, en las primeras décadas del siglo XVI dos obispos renunciaron a la sede de Avellino para mantener únicamente la sede de Frigento. La unión se consolidó bajo el obispo Silvio Messaglia y duró hasta principios del siglo XIX.
En 1567 el obispo Ascanio Albertini construyó el seminario diocesano, en cumplimiento de los decretos de reforma decididos por el Concilio de Trento. Destruido por un terremoto en 1732, fue reconstruido por Giovanni Paolo Torti Rogadei en 1739.
Según el informe de la visita ad limina de 1795, la diócesis incluía 4 colegiatas, 23 parroquias con atención de almas pero sin ingresos, 3 parroquias en la ciudad de Avellino y 130 seminaristas.
A raíz del concordato entre la Santa Sede y el Reino de las Dos Sicilias, con la bula De utiliori del 27 de junio de 1818, el papa Pío VII suprimió definitivamente la diócesis de Frigento: su territorio fue incorporado al de Avellino, aunque las dos porciones quedaron sin contiguos entre sí. En el momento de la unión, la diócesis de Avellino incluía las localidades de Aiello, Atripalda, Bellizzi, Candida, Capriglia, Cesinali, Manocalzati, Monteforte, Montefredane, Parolise, Prata, Pratola, Salza, San Barbato, San Potito, Santo Stefano, Serra, Sorbo, Summonte yTavernola.
En el siglo XIX se restauró la antigua catedral románica, adaptándola al gusto neoclásico. Fue inaugurada por el obispo Francesco Gallo (1855-1896), a quien también le correspondió la publicación de un catecismo para la instrucción religiosa de los fieles; el propio obispo intentó convocar un sínodo diocesano y promover la Acción Católica en la diócesis, pero con malos resultados.
El verdadero reformador de la diócesis fue el obispo Serafino Angelini (1896-1908): organizó tres veces la visita pastoral de la diócesis, en preparación al sínodo celebrado en 1906; fundó la «Unión Sacerdotal del Sagrado Corazón» en favor del clero diocesano, y el «Comité Católico Diocesano» para la reforma de los laicos; en 1907 amplió el seminario diocesano para dar cabida a seminaristas de diócesis cercanas; reformó el método de enseñanza catequética fomentando la creación de congregaciones catequéticas y escuelas religiosas en cada parroquia.
En la década anterior a la Segunda Guerra Mundial la diócesis estuvo gobernada por el obispo Francesco Petronelli (1929-1939), quien fundó la Acción Católica, la congregación misionera diocesana Maria Santissima della Purità y la Obra de las Vocaciones; celebró el congreso eucarístico diocesano preparado por dos congresos locales en Atripalda y Fontanarosa.
Durante la guerra, debido a los bombardeos aliados, el episcopio y el seminario fueron destruidos.
Tras el Concilio Vaticano II, la diócesis sufrió varios cambios territoriales:
- el 15 de octubre de 1979 mediante el decreto Quo uberius adquirió dos parroquias de la abadía territorial de Montevergine,[nota 8] cediéndole todo el territorio de la comuna de Summonte;[16]
- el 18 de octubre de 1995 cedió la comuna de Rocca San Felice a la arquidiócesis de Sant'Angelo dei Lombardi-Conza-Nusco-Bisaccia;[17]
- el 25 de enero de 1998 mediante el decreto Quo uberius cedió las comunas de Frigento, Sturno, Gesualdo y Villamaina a la arquidiócesis de Sant'Angelo dei Lombardi-Conza-Nusco-Bisaccia, y la comuna de Grottaminarda a la diócesis de Ariano Irpino-Lacedonia, la aldea de Starze di Summonte a la abadía territorial de Montevergine, adquiriendo al mismo tiempo las parroquias de las comunas de Forino, Contrada, San Michele di Serino, Santa Lucia di Serino y Serino de la arquidiócesis de Salerno-Campagna-Acerno, y las tres parroquias de Santa Maria degli Angeli di Chiusano di San Domenico, Maria Santissima Addolorata di Pratola Serra y Santa Margherita di San Mango sul Calore de la arquidiócesis de Benevento;[18]
- el 15 de mayo de 2005, mediante el decreto Montisvirginis venerabilis Abbatia de la Congregación para los Obispos, nueve parroquias dependientes de la abadía de Montevergine fueron anexadas a la diócesis de Avellino, que se amplió con las comunas de Mercogliano, Ospedaletto d'Alpinolo, Sant'Angelo a Scala y Summonte otra vez.[19]

En 1985 se creó el museo diocesano donde se recogieron obras de arte de toda la diócesis que se salvaron del terremoto de Irpinia de 1980.

## Estadísticas
Según el Anuario Pontificio 2023 la diócesis tenía a fines de 2022 un total de 156 000 fieles bautizados.
| Año                                                                             | Población            | Población | Población      | Sacerdotes | Sacerdotes    | Sacerdotes    | Bautizados por sacerdote | Diáconos permanentes | Religiosos | Religiosos | Parroquias |
| Año                                                                             | Bautizados católicos | Total     | % de católicos | Total      | Clero secular | Clero regular | Bautizados por sacerdote | Diáconos permanentes | Varones    | Mujeres    | Parroquias |
| ------------------------------------------------------------------------------- | -------------------- | --------- | -------------- | ---------- | ------------- | ------------- | ------------------------ | -------------------- | ---------- | ---------- | ---------- |
| 1950                                                                            | 120 000              | 120 000   | 100.0          | 139        | 103           | 36            | 863                      |                      | 20         | 191        | 50         |
| 1959                                                                            | 130 000              | 130 000   | 100.0          | 125        | 89            | 36            | 1040                     |                      | 37         | 205        | 52         |
| 1968                                                                            | 133 000              | 133 155   | 99.9           | 116        | 85            | 31            | 1146                     |                      | 26         | 233        | 55         |
| 1980                                                                            | 121 500              | 130 500   | 93.1           | 100        | 68            | 32            | 1215                     |                      | 37         | 158        | 55         |
| 1990                                                                            | 139 200              | 139 800   | 99.6           | 105        | 69            | 36            | 1325                     | 3                    | 38         | 178        | 51         |
| 1999                                                                            | 143 418              | 145 418   | 98.6           | 106        | 76            | 30            | 1353                     | 8                    | 31         | 184        | 55         |
| 2000                                                                            | 143 418              | 145 418   | 98.6           | 98         | 72            | 26            | 1463                     | 8                    | 27         | 180        | 55         |
| 2001                                                                            | 143 500              | 145 500   | 98.6           | 96         | 69            | 27            | 1494                     | 8                    | 28         | 178        | 55         |
| 2002                                                                            | 143 500              | 145 000   | 99.0           | 100        | 72            | 28            | 1435                     | 8                    | 28         | 174        | 55         |
| 2003                                                                            | 143 500              | 145 000   | 99.0           | 99         | 71            | 28            | 1449                     | 10                   | 28         | 172        | 55         |
| 2004                                                                            | 143 500              | 146 000   | 98.3           | 98         | 70            | 28            | 1464                     | 10                   | 28         | 170        | 55         |
| 2006                                                                            | 159 500              | 162 500   | 98.2           | 97         | 72            | 25            | 1644                     | 11                   | 31         | 207        | 64         |
| 2012                                                                            | 158 800              | 163 300   | 97.2           | 103        | 72            | 31            | 1541                     | 13                   | 31         | 192        | 64         |
| 2015                                                                            | 159 400              | 166 000   | 96.0           | 91         | 70            | 21            | 1751                     | 12                   | 21         | 118        | 64         |
| 2018                                                                            | 156 000              | 162 000   | 96.3           | 91         | 70            | 21            | 1714                     | 17                   | 21         | 199        | 66         |
| 2020                                                                            | 156 000              | 162 000   | 96.3           | 82         | 68            | 14            | 1902                     | 17                   | 16         | 140        | 66         |
| 2022                                                                            | 156 000              | 160 000   | 97.5           | 127        | 80            | 47            | 1228                     | 17                   | 50         | 74         | 66         |
| Fuente: Catholic-Hierarchy, que a su vez toma los datos del Anuario Pontificio. |                      |           |                |            |               |               |                          |                      |            |            |            |

### Vida consagrada
En el territorio diocesano trabajan religiosos y religiosas), pertenecientes a uno de los siguientes institutos de vida consagrada o sociedades de vida apostólica:
- Orden de los Hermanos Menores Capuchinos (capuchinos)[21]
- Orden de los Predicadores (dominicos)
- Orden de los Hermanos Menores (franciscanos)
- Misioneros de la Divina Redención (redencionistas)
- Congregación de la Pasión (pasionistas)
- Congregación del Santísimo Redentor (Redentoristas)
- Instituto de Hermanas Bethlemitas (bethlemitas)[22]
- Hermanas Catequistas Misioneras de Santa Teresa del Niño Jesús
- Hermanas Clarisas de Santa María de la Sanidad
- Hermanas de los Ángeles
- Hermanas Dominicas
- Hermanas Hijas de la Caridad
- Hermanas Hijas de Santa María de Leuca
- Hermanas Franciscanas del Corazón Inmaculado de María
- Hermanas Franciscanas Inmaculatinas
- Hermanas Misioneras del Sagrado Costado
- Hermanas Inmaculatinas de Lourdes
- Hermanas Oblatas
- Hermanas Operarias de la Santa Casa de Nazareth
- Hermanitas Misioneras Eucarísticas
- Hermanitas Operarias de los Sagrados Corazones de Jesús y de María
- Hermanas de la Pureza de María
- Hermanas Estigmatinas
- Hermanas Terciarias Carmelitas

## Episcopologio

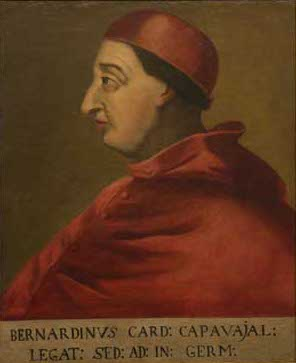
Cardenal Bernardino López de Carvajal y Sande ocupó la sede como administrador apostólico de 1503 a 1505

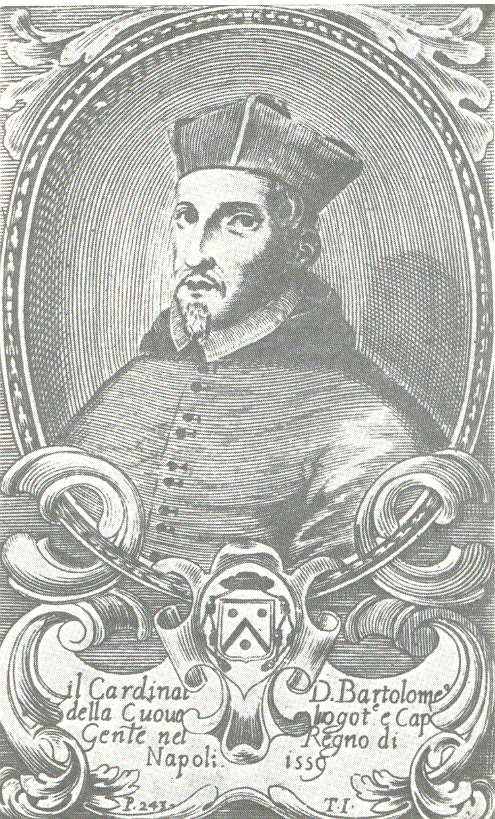
Bartolomé de la Cueva y Toledo también administró la diócesis entre 1548 y 1549

### Obispos de Avellino
- Timoteo † (antes de 492/496-después de 499)[7][23]
- San Sabino † (mencionado en 525]]?)[24]
- Truppualdo † (mencionado en 1053)
- Goffredo † (mencionado en 1059)[nota 9]
- Pietro † (?-antes de junio de 1068 falleció)[nota 10]
- Anónimo † (mencionado en 1071)
- Giovanni I † (antes de 1114-después de 1126)
- Roberto † (mencionado en 1133)[25]
- Vigilanzio † (mencionado en 1145)
- Guglielmo † (antes de 1167-después de 1207)[26]
- Ruggero † (antes de 1215-10 de abril de 1242 falleció)[26]
  - Giacomo? † (obispo electo)[27]
- Giovanni II † (antes de 1264-1266 renunció)[26]
  - Sede vacante (1266-1288)[26]
  - Leonardo? † (obispo electo)[27]
- Benedetto † (20 de abril de 1288-1294 falleció)[26]
- Francesco, O.F.M. † (8 de abril de 1295-1310 falleció)
- Nicola I, O.P. † (15 de febrero de 1311-1324 falleció)
- Goffredo Del Tufo † (1325-21 de febrero de 1326 nombrado obispo de Tricarico)
- Natimbene, O.E.S.A. † (21 de febrero de 1326-17 de junio de 1334 nombrado obispo de Trivento)[28]
- Nicola II, O.P. † (17 de junio de 1334-1351 falleció)
- Raimondo, O.F.M. † (27 de junio de 1351-1363 falleció)
- Nicola III, O.F.M. † (16 de octubre de 1363-1391 falleció)
- Matteo † (1 de marzo de 1391-1422 o 1423 falleció)
- Francesco Palombo † (25 de octubre de 1423-12 de diciembre de 1431 nombrado obispo de Melfi)
- Fuccio † (10 de febrero de 1432-1466 falleció)

### Obispos de Avellino y Frigento
- Battista de Ventura † (9 de mayo de 1466-1492 falleció)[20]
- Antonio De Pirro † (8 de octubre de 1492-1503 falleció)
  - Bernardino López de Carvajal † (28 de julio de 1503-1505 renunció) (administrador apostólico)
- Antonio De Caro † (1505-27 de octubre de 1507 nombrado obispo de Nardò)
- Gabriele Setario † (27 de octubre de 1507-11 de enero de 1510 renunció)
- Giovanni Francesco Setario † (11 de enero de 1510-1516 falleció)
- Arcangelo Madrignano † (18 de agosto de 1516-28 de marzo de 1520 renunció)
- Silvio Messaglia, O.Cist. † (28 de marzo de 1520-1544 falleció)
- Geronimo Albertino † (19 de enero de 1545-1548 renunció)
  - Bartolomé de la Cueva de Albuquerque † (12 de septiembre de 1548-10 de marzo de 1549 renunció) (administrador apostólico)
- Ascanio Albertini † (10 de mayo de 1549-1580 falleció)
- Pietrantonio Vicedomini † (4 de noviembre de 1580-1591 renunció)
- Fulvio Passerini † (21 de junio de 1591-19 de abril de 1599 nombrado obispo de Pistoia)
- Tommaso Vannini † (21 de mayo de 1599-5 de mayo de 1609 falleció)
- Muzio Cinquini † (10 de junio de 1609-15 de diciembre de 1625 renunció)
- Bartolomeo Giustiniani † (9 de febrero de 1626-24 de abril de 1653 falleció)
- Lorenzo Pollicini † (10 de noviembre de 1653-10 de julio de 1656 falleció)
- Tommaso Brancaccio † (16 de octubre de 1656-19 de agosto de 1669 nombrado obispo de Nardò)
- Giovanni Battista Lanfranchi, C.R. † (30 de junio de 1670-3 de enero de 1673 falleció)
- Carlo Pellegrini † (13 de marzo de 1673-3 de mayo de 1678 falleció)
- Francesco Scannagatta † (12 de junio de 1679-18 de marzo de 1700 falleció)
- Emanuele Cicatelli † (28 de mayo de 1700-17 de diciembre de 1703 falleció)
- Pietro Alessandro Procaccini † (15 de diciembre de 1704-9 de junio de 1722 falleció)
- Francesco Antonio Finy † (6 de julio de 1722-29 de julio de 1726 renunció)
- Cherubino Tommaso Nobilione, O.P. † (31 de julio de 1726-9 de diciembre de 1726 nombrado obispo de Andría)
- Giovanni Paolo Torti Rogadei, O.S.B. † (9 de diciembre de 1726-19 de agosto de 1742 falleció)
- Antonio Maria Carafa, C.R. † (24 de septiembre de 1742-4 de mayo de 1745 falleció)
- Felice Leone, O.S.A. † (19 de julio de 1745-9 de julio de 1754 falleció)[29]
- Benedetto Latilla, C.R.L. † (16 de diciembre de 1754-29 de febrero de 1760 renunció[nota 11])
- Gioacchino Martinez † (21 de abril de 1760-21 de febrero de 1782 falleció)
  - Sede vacante (1782-1792)
- Sebastiano de Rosa † (26 de marzo de 1792-14 de mayo de 1810 falleció)
  - Sede vacante (1810-1818)

### Obispos de Avellino
- Domenico Novi Ciavarria † (6 de abril de 1818-4 de mayo de 1841 falleció)
- Giuseppe Palma, O.Carm. † (3 de abril de 1843-12 de octubre de 1843 falleció)
- Giuseppe Maria Maniscalco, O.F.M. † (17 de junio de 1844-7 de abril de 1854 nombrado obispo de Caltagirone)
- Francesco Gallo † (23 de marzo de 1855-16 de septiembre de 1896 falleció)
- Serafino Angelini † (30 de noviembre de 1896-4 de febrero de 1908 falleció)
- Giuseppe Padula † (2 de agosto de 1908-18 de noviembre de 1928 falleció)
- Francesco Petronelli † (18 de enero de 1929-25 de mayo de 1939 nombrado arzobispo de Trani y Barletta)
- Guido Luigi Bentivoglio, O.C.S.O. † (27 de julio de 1939-30 de marzo de 1949 nombrado arzobispo coadjutor de Catania[nota 12])
- Gioacchino Pedicini † (22 de noviembre de 1949-2 de junio de 1967 retirado[nota 13])
- Pasquale Venecia † (2 de junio de 1967-28 de febrero de 1987 retirado)
- Gerardo Pierro (28 de febrero de 1987-25 de mayo de 1992 nombrado arzobispo de Salerno-Campagna-Acerno)
- Antonio Forte, O.F.M. † (20 de febrero de 1993-13 de noviembre de 2004 retirado)
- Francesco Marino (13 de noviembre de 2004-11 de noviembre de 2016 nombrado obispo de Nola)
- Arturo Aiello, desde el 6 de mayo de 2017

## Santos de la diócesis
- Hipólito, santo, mártir
- Prisco, santo, anacoreta
- Romolo, santo, diácono
- Sabino de Avellino, santo,
- Modestino de Jesús y María, beato,
- Luigi del Santísimo Crucifijo, venerable,
- Giovanni Antonio Pellissier, siervo de Dios.